# Autoserica freudei
Autoserica freudei är en skalbaggsart som beskrevs av Frey 1972. Autoserica freudei ingår i släktet Autoserica och familjen Melolonthidae. Inga underarter finns listade.